# Барсамова, Софья Александровна
Софья Александровна Барсамова (18 сентября [1 октября] 1900, Санкт-Петербург — 6 сентября 1971, Феодосия, Крымская область) — советский искусствовед, сотрудник Феодосийской картинной галереи им. И. К. Айвазовского, заслуженный работник культуры УССР (1969). Жена живописца Н. С. Барсамова.

## Биография
Родилась 18 сентября 1900 года в Санкт-Петербурге. После окончания в 1918 году 8 классов частной женской гимназии Е. Н. Стеблин-Каменской в Петербурге, преподавала в Единой трудовой школе при Самарском военном трубочном заводе (1918—1921). Вечерами посещала заводской клуб, где занималась в театральной студии и на живописном отделении художественной студии под руководством Н. С. Барсамова (1919—1920), в 1920 году вышла за него замуж.
В 1923 году семья переехала в Феодосию, где Н. С. Барсамов был назначен директором Феодосийской картинной галереи имени И. К. Айвазовского. Работала заведующей клуба (1923—1925). С 1925 года — внештатный, а с 1932 — штатный экскурсовод ФКГ, затем научный сотрудник галереи (1937—1941). В 1941 году сопровождала эвакуацию коллекции ФКГ им. И. К. Айвазовского в Ереван, с 1941 по 1944 годы — научный сотрудник Музея изобразительных искусств Армении.
В 1944 году возвратилась в Феодосию вместе с коллекцией, провела работу по подготовке экспозиции к открытию галереи в 1945 году. В дальнейшем — главный хранитель фондов ФКГ им. И. К. Айвазовского (1944—1965).
20 мая 1944 года была принята в члены ССХ Армении. Восстановлена в Союзе художников СССР 11 февраля 1967 года, член Крымского отделения Союза художников УССР. Заслуженный работник культуры УССР (1969).
Умерла в Феодосии 6 сентября 1971 года. Похоронена на Всесвятском кладбище города Феодосия.

## Работы
Автор путеводителей и популярных статей о творчестве художников, в частности:
- Каталог выставки акварелей Заслуженного деятеля искусств К. Ф. Богаевского. Феодосия, 1938
- Путеводитель по ФКГ им. И. К. Айвазовского. Симферополь: Крымиздат, 1939
- Каталог выставки картин Ивана Константиновича Айвазовского. Ереван: Музей изобразительного искусства, 1942
- Каталог выставки ФКГ им. И. К. Айвазовского. Феодосия, 1945
- Каталог выставки картин Н. С. Барсамова в связи с 25-летием творческой деятельности. Феодосия, 1948
- ФКГ им. И. К. Айвазовского: путеводитель-каталог. Симферополь: Крымиздат, 1949
- Путеводитель по ФКГ им. И. К. Айвазовского. Киев, 1950; ФКГ им. И. К. Айвазовского: порядок осмотра. Симферополь: Крымиздат, 1952
- ФКГ им. И. К. Айвазовского: путеводитель-каталог. Симферополь: Крымиздат, 1952
- ФКГ им. И. К. Айвазовского: путеводитель-каталог. Симферополь: Крымиздат, 1954
- Путеводитель по Феодосийской картинной галерее имени И. К. Айвазовского (1959, в соавторстве с Николаем Барсамовым);
- Выставка Константина Федоровича Богаевского. Симферополь: Крымиздат, 1964
- Каталог выставки картин М. А. Волошина. Симферополь: Крымиздат, 1964
- ФКГ им. И. К. Айвазовского: путеводитель. Киев, 1965.

Вместе с мужем подготовила книгу «Феодосийская картинная галерея имени И. К. Айвазовского: к 75-летию со дня основания» (1955).